# Sköldormstjärnor
Sköldormstjärnor (Amphilepididae) är en familj av ormstjärnor.